# Kjell
Kjell (schwedisch: [ˈɕɛlː], norwegisch: [ˈçɛlː]) ist ein nordischer männlicher Vorname.

## Herkunft und Bedeutung
Kjell ist eine schwedische und norwegische Variante des Vornamens Ketil, der seinerseits vom altnordischen Namen Ketill mit der ursprünglichen Bedeutung „Kessel“, später auch „Helm“ zurückgeht. Die dänische Form des Namens ist Kjeld;
Darüber hinaus existieren verschiedene Namen mit der Endung -kjell, von denen der Name eine verselbstständigte Kurzform darstellen kann.

## Verbreitung
Der Name Kjell erfreut sich in Schweden und Norwegen großer Beliebtheit, in Dänemark und Finnland wird er deutlich seltener vergeben.
In Deutschland ist der Name sehr selten und wird überwiegend in Schleswig-Holstein vergeben. Seit 1996 stieg die Verbreitung des Namens. Im Jahr 2005 erreichte Kjell Rang 89 der beliebtesten Jungennamen in Deutschland. Seitdem sinkt die Beliebtheit des Namens.

## Varianten
- Altnordisch: Ketill, Kætill
- Dänisch: Keld, Kell, Kield, Kjel, Kjeld
  - Altdänisch: Kel, Kælle
- Deutsch: Kilian
- Finnisch: Keld, Kiel
- Norwegisch: Keld, Kjeld
- Schwedisch: Keld, Kell, Kiel, Kjeld, Kjäll, Käll
- Weibliche Formen: Kiälla, Kjella, Kjeldmine, Katla

## Namenstage
- Norwegen: 11. Juli
- Finnland: 8. Juni
- Schweden: 8. Juli

## Namensträger

### Vorname
- Kjell Askildsen (1929–2021), norwegischer Schriftsteller
- Kjell Bækkelund (1930–2004), norwegischer Pianist
- Kjell Bergqvist (* 1953), schwedischer Schauspieler
- Kjell Magne Bondevik (* 1947), norwegischer Politiker
- Kjell Borgen (1939–1996), norwegischer Politiker
- Kjell Arne Bratli (* 1948), norwegischer Autor und Wehrbeauftragter des norwegischen Parlaments
- Kjell Brutscheidt (* 1996), deutscher Schauspieler
- Kjell Carlström (* 1976), finnischer Radrennfahrer
- Kjell Ola Dahl (* 1958), norwegischer Schriftsteller
- Kjell Dahlin (* 1963), schwedischer Eishockeyspieler
- Kjell Eberhardt (* 1961), deutscher politischer Beamter
- Kjell Engman (* 1946), schwedischer Künstler, Glas-Designer und Musiker
- Kjell Eriksson (* 1953), schwedischer Autor, Politiker und Gärtner
- Kjell Espmark (1930–2022), schwedischer Lyriker, Schriftsteller und Literaturhistoriker
- Kjell T. Evers (1913–1997), norwegischer Kommunalfunktionär und Präsident der Konferenz der Gemeinden des Europarates
- Kjell Ove Hauge (* 1969), norwegischer Kugelstoßer und Diskuswerfer
- Kjell Herberts (* 1951), finnlandschwedischer Soziologe
- Kjell Holler (1925–2000), norwegischer Ökonom und Politiker
- Kjell Hovda (* 1945), norwegischer Biathlet
- Kjell Isaksson (* 1948), schwedischer Leichtathlet
- Kjell Johansson (* 1941), schwedischer Schriftsteller
- Kjell Johansson (1946–2011), schwedischer Tischtennisspieler
- Kjell Johnsen (1921–2007), norwegischer Physiker
- Kjell Jonevret (* 1962), schwedischer Fußballspieler und -trainer
- Kjell Mørk Karlsen (* 1947), norwegischer Komponist und Kirchenmusiker
- Kjell Kleppe (1934–1988), norwegischer Biochemiker und Molekularbiologe
- Kjell Knarvik (1927–2011), norwegischer Skispringer
- Kjell Köpke (* 1987), deutscher Handballspieler
- Kjell Kopstad (1934–2006), norwegischer Skispringer
- Kjell Lagerroos (* 1962), finnischer Kameramann
- Kjell Landsberg (* 1980), deutscher Handballspieler
- Kjell Eugenio Laugerud García (1930–2009), guatemaltekischer General und Politiker
- Kjell Lauri (1956–2023), schwedischer Orientierungsläufer
- Kjell Lindgren (* 1973), US-amerikanischer Arzt und Raumfahrer
- Kjell Åke Modéer (* 1939), schwedischer Rechtswissenschaftler und Hochschullehrer
- Kjell Nilsson (* 1962), schwedischer Radrennfahrer
- Kjell Nordeson (* 1964), schwedischer Jazz- und Improvisationsmusiker und Komponist
- Kjell Ove Oftedal (* 1971), norwegischer Biathlet
- Kjell Öhman (1943–2015), schwedischer Jazzpianist, Komponist und Kapellmeister
- Kjell Olofsson (* 1965), schwedischer Fußballspieler
- Kjell Opseth (1936–2017), norwegischer Politiker
- Kjell Östberg (* 1948), schwedischer Historiker
- Kjell Pettersson (* 1947), schwedischer Fußballtrainer
- Kjell Arild Pollestad (* 1949), norwegischer Schriftsteller und katholischer Pater
- Kjell Rasmussen (1927–2023), norwegischer Diplomat
- Kjell Rodian (1942–2017), dänischer Radrennfahrer
- Kjell Inge Røkke (* 1958), norwegischer Unternehmer
- Kjell Ingolf Ropstad (* 1985), norwegischer Politiker (Kristelig Folkeparti)
- Kjell Rosén (1921–1999), schwedischer Fußballspieler und -funktionär
- Kjell Erik Sagbakken (* 1970), norwegischer Skispringer
- Kjell Samuelsson (* 1958), schwedischer Eishockeyspieler und -trainer
- Kjell Bloch Sandved (1922–2015), norwegischer Fotograf und Sachbuchautor
- Kjell Scherpen (* 2000), niederländischer Fußballtorwart
- Kjell Schneider (* 1976), deutscher Beachvolleyballnationalspieler
- Kjell Sjöberg (1937–2013), schwedischer Skispringer
- Kjell von Sneidern (1910–1999), schwedischer Ornithologe und Pflanzensammler
- Kjell Søbak (* 1957), norwegischer Biathlet
- Kjell Söderberg (1923–2011), schwedischer Hochschullehrer
- Kjell Jakob Sollie (* 1953), norwegischer Skilangläufer
- Kjell Sundvall (* 1953), schwedischer Regisseur
- Kjell Svensson (* 1938), schwedischer Eishockeytorwart
- Kjell Tånnander (* 1927), schwedischer Zehnkämpfer
- Kjell Varvin (* 1939), norwegischer Mixed Media- und Installationskünstler
- Kjell Venås (1927–2018), norwegischer Sprachwissenschaftler
- Kjell Wätjen (* 2006), deutscher Fußballspieler
- Kjell Westö (* 1961), finnischer Schriftsteller

### Familienname
- Bradley Kjell (* 19**), US-amerikanischer Informatiker

### Kunstfigur
- Kjell Jensen, Figur in der norwegischen Olsenbande

## Weiteres
- Kjell Roos Band, eine schwedische Dansband